# Teatro playback
El Teatro playback es un estilo teatral que utiliza técnicas de improvisación y tiene características interactivas con la audiencia. Dentro de sus elementos también involucra las historias de las personas a partir de la tradición oral, tomando en cuenta las experiencias personales del público, las cuales son escenificadas por los actores y actrices. El teatro playback no tiene un texto previo y sigue una estructura ritual. Asimismo, los actores, actrices y músicos trabajan con técnicas de improvisación, del storytelling y la escucha empática para convertir las historias en una estructura teatral a través de un entrenamiento en la psicoterapia.

## Historia
El teatro playback se remonta a la década de 1970, y fue comenzado por Jonathan Fox y Jo Salas, quienes comenzaron su movimiento artístico-terapéutico en New London, valle del río Hudson, a 100 km de Nueva York. Fox y Salas realizaban funciones teatrales en escuelas, centros para discapacitados, hogares de acogida y el vecindario. Les interesaba hacer teatro en lugares no convencionales para el teatro tradicional.
La primera función de Teatro playback se llevó a cabo en Londres, en 1975, con una compañía fundada por Jonathan Fox, con una audiencia de amigos y familiares de los actores, quienes fueron los que contaron las historias que fueron improvisadas. Usaron música, mímica, escenas habladas, entre otros elementos.
A finales de 1975, Fox se mudó a New Platz, con su pareja Jo Salas, y fundaron la llamada Escuela original del teatro Playback. Realizaron presentaciones en Poughkeepsie.
Jonathan Fox estaba interesado en el teatro desde que era un niño, pero se detuvo porque consideró que el teatro convencional era un ambiente narcisista y competitivo. Más adelante conoció otros modelos para contar historias, basados en la tradición oral y el ritual, cuando se hizo voluntario en los Cuerpos de Paz, en Nepal. En Estados Unidos, y con esta experiencia, comenzó a estudiar psicodrama en el Instituto Moreno de Beacon, con Zerka Moreno, viuda de Jacob Levy Moreno (fundador del psicodrama).

## Estilo y principios
El teatro playback toma sus bases del teatro experimental, tradiciones orales de culturas indígenas, el psicodrama, y también la pedagogía del oprimido de Paulo Freire y el teatro del oprimido de Augusto Boal.

El teatro playback se plantea como un teatro aplicado para contextos específicos, para generar un conocimiento que pueda producir un cambio para las personas. Jo Salas señala:
Es una forma teatral versátil que es igualmente utilizada en teatros públicos, escuelas, hospitales, residencias, instituciones corporativas, salas de conferencia y foros para el cambio social. Puede ser igual de eficaz en las calles del sur de la India, con gente de la casta Dalit [intocables] que cuentan historias acerca de la brutalidad policial, como en un evento al aire libre de una comunidad explorando la diversidad en una pequeña ciudad americana.
Otro fundamento del teatro playback es que se sitúa dentro del 'teatro aplicado', que es un paradigma de la práctica teatral o escénica con una función definida dentro de distintas disciplinas, en general llevadas a cabo por prácticantes y profesionales de dichas áreas. La intención de este tipo de teatro es "ayudar a individuos y a colectivos con carencias en alguna dimensión personal o social, vivida como privación, exclusión o marginación y concretada en insatisfacción. En síntesis, se trata de un teatro para el cambio."

## Elementos
El teatro playback contiene tres elementos básicos: el arte, el ritual y la interacción social. Estos elementos a su vez contiene otros indicadores:
| Elementos                | Indicadores |
| ------------------------ | --- |
| 1. El arte               | Expresividad Originalidad Sentido estético Trabajo en equipo Vesatilidad Lenguaje del relato                                      |
| 2. El ritual             | Respetar las reglas Emociones exultantes Dimensión transpersonal Objetivo de transformación Lenguaje fascinante                   |
| 3. La interacción social | Lenguaje explicativo Clima de seguridad Conocimiento psicológico Conciencia de temáticas sociales Versatilidad Gestión del evento |

Los tres elementos del teatro playback tienen que combinarse dentro de su realización y estar equilibradas. Cuando la historia se desarrolla, hay un conductor que decide el equilibro de los elementos, mientras que cada actor o actriz debe también de estar alerta de sus acciones y tener una escucha atenta.
Existe otro elemento esencial del teatro playback, que es el rol activo y participativo de la audiencia, pues es esta la que además relata sus historias para que sean dramatizadas por las actrices y actores. En este sentido, los elementos principales del teatro playback en el sentido del relato de las personas, es:
- el contenido: el relato o historia personal
- la forma: el ritual estético
- la comunidad: el contexto

## Proceso
Las funciones de teatro playback poseen una estructura o proceso que se divide en diversos pasos. Motos Teruel los describe de la siguiente forma:
- Prólogo. Se interpreta música y la persona que funge como director, realiza una presentación de lo que se hará durante la función, explicando el ritual y el rol de cada participante.[13]
- Presentación de los actores y actrices. Entran uno a uno presentándose, diciendo su nombre con expresión de alegría o entusiasmo, y dicen una frase breve de cómo se sienten o algo que quieran expresar.[14]
- Juegos para romper el hielo con la audiencia. Se sugieren juegos para generar un ambiente de comunidad, confianza y respeto.[14]
- Elección de una temática. Se puede elegir un tema en común para toda la sesión, aunque también hay sesiones con historias diversas y sin un hilo en común.[14]
- Esculturas fluidas. Se trata de una demostración de cómo participará el público, por lo que la persona que dirige pregunta sus sentimientos. Una vez que la persona contesta, los actores y actrices realizan una representación del sentimiento a través de una escultura con sus cuerpos, a las cuales les añaden movimientos y sonidos que tengan relación con el sentimiento que quieren representar.[15]
- Entrevistas: Se invita a las personas a participar contando sus historias, las cuales narran de manera oral a las actrices y actores. El conductor de la sesión hace una mediación de la historia, y toma algunos aspectos clave y para que se puedan identificar elementos de la trama. Una vez que el narrador cuenta su historia, se le pide que elija a los actores y actrices que quiere que la representen.[16]
- Ambientación: Es generado por la música, que genera las ambientaciones para las historias, y también les ofrece un espacio a los actores para construir sus roles. Los objetos del espacio también pueden convertirse en escenografía para la representación de los relatos.[17]
- Representación: Es el paso de la narración a la acción dramática, a partir de la conducción de la persona que dirige. En este punto, las actrices, actores y músicos accionan la representación. Se hace uso de representaciones metafóricas, no lineales y no realistas. La representación debe hacerse con respeto, empatía y comprensión de la historia. Para representar, se utiliza la improvisación y otras técnicas propias del teatro playback.[18]
- Reconocimiento. Una vez terminada la interpretación de la narración, las actrices y actores miran a la persona que narró su historia y le hacen el gesto de darle la representación como regalo.[19]
- Retomar al narrador y correcciones. La persona narradora interviene a través de quien dirige la sesión, preguntándole si está satisfecho y si la representación capturó los elementos fundamentales de la historia. El narrador puede sugerir correcciones, las cuales pueden volverse a interpretar. Si el narrador está satisfecho, se le invita a una persona del público a ocupar ese lugar para que se vuelva a contar otra historia.[20]
- Nuevas ambientaciones y representaciones. Con una nueva persona narradora, el proceso se repite por varias ocasiones.[21]
- Esculturas, resumen y despedida. Se realiza una ronda de los actores y actrices con acciones cortas, haciendo un resumen o enfatizando en las historias contadas durante la sesión. El director agradece la asistencia y la participación para cerrar la función.[21]

## Alcance del Teatro playback
El Teatro playback surgió en Estados Unidos, pero se ha convertido en un movimiento internacional que se practica en 50 países.